# Shōkei Kenkō
Pour les articles homonymes, voir Kenko (homonymie).
Shōkei Kenkō (賢江祥啓) ou Tenyu, nom familier : Sekkei, surnom : Kei-Shoki, noms de pinceau: Hinrakusai et Shōkei, est un peintre japonais des XVe et XVIe siècles. Sa date de naissance et ses origines ne sont pas connues, alors qu'il est sans doute mort en 1518. Sa période d'activité se situe à la fin du XVe et le début du XVIe siècle.

## Biographie
Shōkei Kenkō est un peintre de portraits, d'animaux et de paysages. Peu après le milieu de la période Muromachi, apparaissent, dans la Région de Kantō du Japon oriental, dans les cinq grands temples zen de la ville de Kamakura, plusieurs peintres qui se rangent parmi les adeptes du suiboku-ga, c'est-à-dire de la peinture à l'encre, dans la lignée des maîtres Tenshō Shūbun  (actif vers 1425-1450) et Sesshū. Parmi ces moines peintres, Shōkei du temple Kenchō-ji de Kamakura, surtout connu comme calligraphe, d'où son surnom de Kei-Shoki, le calligraphe Kei. En 1478, il se rend à Kyoto et travaille avec Gei-Ami; il y reste trois ans avant de regagner son temple d'origine, là même où il a été le disciple du moine peintre Chuan Shinkō (XVe siècle).